# Challenger of Dallas
Il Challenger of Dallas è stato un torneo professionistico di tennis giocato su cemento indoor, che faceva parte dell'ATP Challenger Tour. Si giocava annualmente al TBarM Racquet Club di Dallas negli USA dal 1998.
Rajeev Ram detiene il record per maggior numero di titoli vinti per disciplina, 3 nel doppio, mentre Ryan Sweeting ha il record per titoli vinti nel singolare, due.

## Albo d'oro

### Singolare
| Anno | Campione             | Finalista          | Punteggio           |
| ---- | -------------------- | ------------------ | ------------------- |
| 2020 | Jurij Rodionov       | Denis Kudla        | 7–5, 7–6(10)        |
| 2019 | Mitchell Krueger     | Mackenzie McDonald | 4–6, 7–6(3), 6–1    |
| 2018 | Kei Nishikori        | Mackenzie McDonald | 6–1, 6–4            |
| 2017 | Ryan Harrison        | Taylor Fritz       | 6–3, 6–3            |
| 2016 | Kyle Edmund          | Daniel Evans       | 6–3, 6–2            |
| 2015 | Tim Smyczek          | Rajeev Ram         | 6–4, 4–1 rit.       |
| 2014 | Steve Johnson        | Malek Jaziri       | 6–4, 6–4            |
| 2013 | Rhyne Williams       | Robby Ginepri      | 7–5, 6–3            |
| 2012 | Jesse Levine         | Steve Darcis       | 6–4, 6–4            |
| 2011 | Alex Bogomolov Jr.   | Rainer Schüttler   | 7–6(5), 6–3         |
| 2010 | Ryan Sweeting (2)    | Carsten Ball       | 6–4, 6–2            |
| 2009 | Ryan Sweeting (1)    | Brendan Evans      | 6–4, 6–3            |
| 2008 | Amer Delić           | Stéphane Bohli     | 6–4, 7–5            |
| 2007 | Robert Kendrick      | Benedikt Dorsch    | 6–3, 6–4            |
| 2006 | Kevin Kim            | Robert Kendrick    | 1–6, 6–4, 6–1       |
| 2005 | Michael Ryderstedt   | André Sá           | 6(2)–7, 7–6(5), 6–2 |
| 2004 | Sébastien de Chaunac | Amer Delić         | 6–4, 7–6(3)         |
| 2003 | Simon Greul          | Justin Gimelstob   | 6–3, 7–6(5)         |
| 2002 | Jeff Morrison        | Martin Verkerk     | 6–4, 6–4            |
| 2001 | Dmitrij Tursunov     | Justin Bower       | 6–2, 6–4            |
| 2000 | Non disputato        | Non disputato      | Non disputato       |
| 1999 | André Sá             | Jimy Szymanski     | 7–5, 4–6, 6–4       |
| 1998 | Daniel Nestor        | Cristiano Caratti  | 6–1, 6–2            |

### Doppio
| Anno | Campiones                                 | Finalisti                                     | Punteggio            |
| ---- | ----------------------------------------- | --------------------------------------------- | -------------------- |
| 2020 | Dennis Novikov (2) Gonçalo Oliveira       | Luis David Martínez Miguel Ángel Reyes Varela | 6–3, 6–4             |
| 2019 | Marcos Giron Dennis Novikov (1)           | Ante Pavić Ruan Roelofse                      | 6–4, 7–6(3)          |
| 2018 | Jeevan Nedunchezhiyan Christopher Rungkat | Leander Paes Joe Salisbury                    | 6–4, 3–6, [10–7]     |
| 2017 | David O'Hare Joe Salisbury                | Jeevan Nedunchezhiyan Christopher Rungkat     | 6(6)–7, 6–3, [11–9]  |
| 2016 | Nicolas Meister Eric Quigley              | Sekou Bangoura Dean O'Brien                   | 6–1, 6–1             |
| 2015 | Denys Molčanov Andrey Rublev              | Hans Hach Verdugo Luis Patiño                 | 6–4, 7–6(5)          |
| 2014 | Samuel Groth Chris Guccione               | Ryan Harrison Mark Knowles                    | 6–4, 6–2             |
| 2013 | Alex Kuznetsov Miša Zverev                | Tennys Sandgren Rhyne Williams                | 6–4, 6(4)–7, [10–5]  |
| 2012 | Chris Eaton Dominic Inglot                | Nicholas Monroe Jack Sock                     | 6(8)–7, 6–4, [19–17] |
| 2011 | Scott Lipsky (2) Rajeev Ram (3)           | Dustin Brown Björn Phau                       | 7–6(3), 6–4          |
| 2010 | Scott Lipsky (1) David Martin             | Vasek Pospisil Adyl Shamasdin                 | 7–6(7), 6–3          |
| 2009 | Prakash Amritraj Rajeev Ram (2)           | Patrick Briaud Jason Marshall                 | 6–3, 4–6, [10–8]     |
| 2008 | Benedikt Dorsch Björn Phau                | Scott Lipsky David Martin                     | 6–4, 6–4             |
| 2007 | Eric Butorac Jamie Murray                 | Rajeev Ram Bobby Reynolds                     | 6–4, 6(4)–7, [10–7]  |
| 2006 | Rajeev Ram (1) Bobby Reynolds             | Mirko Pehar Dušan Vemić                       | 6–3, 6–4             |
| 2005 | Rik De Voest Giovanni Lapentti            | Ramón Delgado André Sá                        | 6–4, 6–4             |
| 2004 | Jordan Kerr Todd Perry                    | Rik De Voest Eric Taino                       | 7–5, 6–3             |
| 2003 | Justin Gimelstob Scott Humphries          | Martín García Graydon Oliver                  | 7–6(7), 7–6(4)       |
| 2002 | Giorgio Galimberti Frédéric Niemeyer      | Huntley Montgomery Brian Vahaly               | 7–6(1), 6–4          |
| 2001 | Gavin Sontag Jerry Turek                  | Dušan Vemić Lovro Zovko                       | 3–6, 7–5, 7–5        |
| 2000 | Non disputato                             | Non disputato                                 | Non disputato        |
| 1999 | Paul Kilderry Grant Silcock               | Mitch Sprengelmeyer Jason Weir-Smith          | 4–6, 6–3, 6–1        |
| 1998 | Jared Palmer Jonathan Stark               | Michael Hill Scott Humphries                  | 6–3, 6–4             |